# 呉光正
呉 光正（ご こうせい、英語: Peter Wu、ピーター・ウー、1946年9月5日 - ）は、上海生まれの香港の実業家。“アジアの海運王”と言われた包玉剛の次女婿であり、九龍倉集団の会長と大株主、会徳豊の元会長と大株主、香港貿易発展局元会長である。